# Tatort: Spiel auf Zeit
Spiel auf Zeit ist ein Fernsehfilm aus der Krimireihe Tatort und wurde am 26. Mai 2013 im Ersten zum ersten Mal gesendet. Es ist die 875. Folge der Reihe und der 12. Fall des Stuttgarter Ermittlerteams Lannert und Bootz. Sie bekommen es diesmal mit einem kompliziert eingefädelten Raubüberfall zu tun, und privat gerät Sebastian Bootz in eine familiäre Krise.

## Handlung
Bei einer Überführung von Volker Zahn aus der JVA Stammheim kommt der Gefangenentransport in eine fingierte Polizeikontrolle, wird überfallen und der Gefangene befreit. Lannert und Bootz werden informiert und finden am Tatort zwei verletze Wachmänner vor. Einer stirbt kurz darauf auf dem Weg ins Krankenhaus. Eine Ringfahndung sucht nach dem Geflohenen und den vier Mitgliedern seiner Bande, die vermutlich hinter der Befreiungsaktion stecken. Kurz darauf wird klar, dass die Überführung durch die zuständige Staatsanwältin angeordnet wurde, weil sie durch Entführung ihres Ehemanns Stephan Brüggenthies unter Druck gesetzt worden war.
Bootz' Frau will ihn dringend in einer Gaststätte treffen. Sie gesteht, einen anderen Mann kennengelernt zu haben und dass sie ihn deshalb verlassen wolle. Es sei Moritz Bahr, der Vater eines Mitschülers ihres Sohnes Henry. Bootz erschüttert diese Entscheidung, und er veranlasst eine Datenabfrage zu Moritz Bahr, den er schließlich zu Rede stellen will. Dabei erfährt er, dass dieser querschnittsgelähmt ist und im Rollstuhl sitzt.
Lannert besucht unterdessen seinen alten Kontrahenten Victor de Man in der JVA, der angibt, Informationen zum Ausbruch geben zu können und mit Lannert aushandelt: Wenn er hilft, Zahn zu stellen, würde seine Haft um neun Monate verkürzt. Daraufhin verweist er die Ermittler auf eine Wohnwagensiedlung beim Containerhafen. Dort befindet sich wie beschrieben ein Wohnwagen mit Heilbronner Kennzeichen, in dem Brüggenthies gefangen gehalten wird. Auch der Erste der Bande, Marko Rossi, kann verhaftet werden.
De Man weiß auch, dass Zahn dabei ist, sich Schnellfeuergewehre zu besorgen. Über de Mans Verbindungen kommen sie auf Waffenhändler Moscherosch. Dieser verrät, dass sich Zahn bereits mit Waffen versorgt hat. Zahn war Berufssoldat und ist in der Lage, sich in die spezielle Zeitschlossanlagen von Banken einzuhacken. Das legt einen geplanten großen Bankraub nahe. Fünf Banken in Stuttgart arbeiten mit jenem Zeitschlosssystem, weshalb Bootz de Man fragt, welche sich Zahn ausgesucht haben könnte. Dieser weiß aber nur, dass sich Zahn nach einem Experten für Katastrophenschutz erkundigt hat. Auf diesem Gebiet arbeitet Johannes Betz als Sicherheitsbeauftragter der Stadt, der sich als aktenkundig erweist. Als die Ermittler ihn befragen wollen, können sie ihn nach einer Verfolgungsjagd stellen. Sie erfahren von Betz, dass er ein Gasleck im Umfeld einer Baustelle verursachen soll. So bekämen Zahns Leute, im Chaos der Evakuierung und als Handwerker getarnt, Zugang zur Bank.
De Man verrät Lannert, dass er eine Tochter habe, von deren Existenz er erst kürzlich erfahren habe. Da er nicht will, dass sie ihn im Gefängnis besucht, wolle er unbedingt vorzeitig entlassen werden. Lannert erlaubt ihm, sie vorab für eine halbe Stunde ohne Handschellen zu besuchen und wartet auf ihn, während er durch den Hintereingang flüchtet.
Lannert und Bootz sehen sich gezwungen, ihre Ermittlungen komplett zu überdenken. Sie versuchen erneut, in der JVA mehr über Zahn zu erfahren. Zahns Zellengenosse berichtet, dass er sich nach Bezugsquellen für Xenon erkundigt hatte, was als medizinisches Betäubungsmittel eingesetzt wird. Aus Mangel an anderen Spuren hält die Polizei am Großeinsatz an der Bank fest. Kurz darauf verwerfen die Ermittler die Theorie des Banküberfalls und vermuten stattdessen einen Überfall auf einen Transport von Druckplatten für die Geldherstellung, bei dem das Narkosegas von Vorteil ist.
In mehreren genau geplanten Schritten gelingt es Zahn und seiner Bande, den Transporter festzusetzen, zu überfallen und das Raubgut aus der sicheren Aufbewahrung zu entnehmen. Eine inzwischen eingetroffene Polizeistreife muss sich im offenen Schusswechsel mit den Räubern zurückziehen. Lannert und Bootz unterstützen und können einige Bandenmitglieder entwaffnen. Als de Man und Zahn sich mit der Beute per Hubschrauber absetzen wollen, kommt Lannert Zahn so nahe, dass dieser ihn niederschießt. Zahn ist kurz davor, Lannert erneut anzuschießen, jedoch interveniert de Man und trifft Zahn tödlich, was Lannert das Leben rettet.

## Hintergrund
Die Drehorte für diesen 875. Tatort waren Stuttgart, Baden-Baden und Karlsruhe. Nach dem Tatort: Der Wald steht schwarz und schweiget war Spiel auf Zeit der zweite Tatort, bei dem der SWR den Zuschauern die Gelegenheit gab, im Netz mitzuermitteln. Im Film wird die Figur Victor de Mans wiederaufgegriffen, die zuvor bereits im Tatort: Tödliche Tarnung vorkam.

## Rezeption
Spiel auf Zeit erzielte bei seiner Erstausstrahlung am 26. Mai 2013 10,23 Mio. Zuschauer was einem Marktanteil von 28,40 % entspricht. Bei den 14- bis 49-Jährigen kam der ARD-Krimi auf 3,56 Mio. und somit auf 24,5 %.

## Kritik
Lena Bopp von der FAZ beurteilt diesen Stuttgarter Tatort als „Durchschnitt“, obwohl diese Episode eigentlich „einen neuen Handlungsstrang“ eröffnet und „fast wie eine Action-Episode“ wirkt. „Der für das Drehbuch verantwortlich zeichnende Holger Karsten Schmidt, [versuchte] diese Ungewissheit bis zur letzten Minute aufrechtzuerhalten. Das macht diesen Tatort in manchen Augenblicken wirklich spannend.“ Letztlich bringt er aber doch wieder nur das gewohnte Mittelmaß.
Bei der Süddeutschen Zeitung urteilt Holger Gertz ähnlich. Er befindet den Tatort als durchaus „spannend, vor allem dann, wenn man den Begriff auf sein Inneres zurückführt.“ Die Geschichte lebt durch die Gegensätze, „die miteinander in Berührung gebracht werden. Spannung zwischen dem Waffenhändler, einem faszinierend charismatischen Arschloch, und den Kommissaren Lannert und Bootz, gute Jungs. Spannung zwischen Vertrauen und Enttäuschung. Spannung zwischen stillen und lauten Momenten.“ Daher ist für ihn das Finale „dann komplett übersteuert. Alles entlädt sich in Kommissar-Tschiller-hafter Ballerei, unangemessen flach am Ende einer Episode" obwohl die Handlung "den Zuschauer lange angesprochen hat.“

„Trotz gekonnt inszenierter Schießereien und der einen oder anderen gelungenen Wendung gibt es auch in der Inszenierung immer wieder Störfaktoren, die ein konzentriertes Mitfiebern sabotieren. Die musikalische Untermalung, die in ihrer Machart oft an das auditive Intro einer beliebigen Gameshow erinnert, überschattet die Hintergrundgeräusche allzu penetrant. Auch, dass zudem ganze Gesprächspassagen nachsynchronisiert werden mussten, schadet der Atmosphäre des Werkes.“

Zum interaktiven Medienexperiment urteilt man bei merkur.de:

„Mindestens ebenso wichtig dürfte für alle "Tatort"-Zuschauer ohne Internetzugang jedoch die Frage sein, ob sie beim klassischen Krimigenuss am Fernseher noch die Chance auf Durchblick haben. Darüber verrät der Sender nichts, allerdings hatte man alle Skeptiker bereits bei der Premiere vor einem Jahr beruhigt: "Es ist mitnichten so, dass künftig der Mörder im Tatort erst via Internet gefunden werden muss.“